# József Rippl-Rónai
József Rippl-Rónai (Kaposvár, 23 maggio 1861 – Kaposvár, 25 novembre 1927) è stato un pittore ungherese, appartenente al gruppo dei Nabis.

## Biografia
Primo dei quattro figli di un insegnante, poi preside, appassionato di pittura, József partì per Monaco nel 1884 e studiò tre anni all'Accademia di Arti plastiche della città bavarese. In seguito si trasferì a Parigi e lavorò per Mihály Munkácsy, un pittore accademico anch'egli ungherese che in quel periodo era molto "di moda", dipingendo per lui varie tele che poi Munkácsy firmava.

Nel 1889 trascorse l'estate a Pont-Aven, dove scoprì finalmente un modo di dipingere che lo entusiasmava. Lasciò quindi l'atelier di Munkácsy nel 1890 e andò a vivere con la sua modella Lazarine Baudrion, che sposerà dopo qualche anno.
Nel 1892 tentò la fortuna, allestendo la sua prima mostra personale al palazzo Galliéra, sede dell'ambasciata Austro-Ungarica. L'iniziativa si rivelò assai felice, perché Rónai vendette diversi quadri e si guadagnò  numerosi elogi della critica. L'anno seguente espose a Le Barc de Boutteville assieme al gruppo Nabi, e l'anno dopo divenne, nel gruppo, il "Nabi ungherese". Conobbe Cézanne, Gauguin e Toulouse-Lautrec.

Espose ancora, ormai sempre con il gruppo dei Nabis, in particolare nella galleria Art Nouveau di Samuel Bing nel 1895. E nel 1899 ebbe l'onore di presentare 130 opere in una mostra personale ufficiale.

Portò i suoi quadri anche in Ungheria, dove conobbe il conte Andrássy, suo futuro mecenate. Tentò poi di diffondere l'arte della decorazione moderna nella cultura magiara, ma con risultati scoraggianti.

Di ritorno a Parigi Rónai conobbe probabilmente un periodo di stanchezza creativa. Partecipò infatti ad alcune mostre Nabi e presso Paul Durand-Ruel, ma presentò dei quadri che erano spesso rifacimenti di temi già trattati, nulla di veramente nuovo. Il suo risveglio avvenne a Banyuls, a contatto con Aristide Maillol. Rónai prese coscienza del significato profondo e sensuale della natura e decise di dipingere dal vivo, a contatto con la realtà naturale.
Quando rientrò in Ungheria gli venne dedicata una grande esposizione di oltre 200 sue opere nell'Hotel Royal di Budapest.

Di nuovo a Parigi, fece diversi viaggi e tornò anche a dipingere nel suo paese natale, poi, nel 1911, pubblicò le sue memorie e si trasferì definitivamente a Budapest.

Dieci anni più tardi, quando era ormai un artista noto e consacrato, la salute cominciò ad abbandonarlo. Fece lunghi soggiorni in sanatorio, ma nel novembre del 1927 morì. Aveva 66 anni.

## L'opera
Rónai era assai restio ad accettare le teorie pittoriche e non ne abbracciò mai una. La scoperta di Pont-Aven e soprattutto dell'opera di Gauguin gli fece conoscere un'arte differente, possibile e al tempo stesso necessaria. Mediante il suo amico James Pitcairn Knowles ebbe dei contatti con i preraffaelliti inglesi e con le opere di Whistler. Fu quello il suo periodo più difficile e negativo. Eppure dipinse donne idealizzate e profili slanciati con mezzi pittorici assai poveri, che risultavano comunque assai espressivi. Dai Nabis non prese subito le caratteristiche cromatiche, quanto piuttosto la falsa prospettiva o l'assenza di essa, le figure contornate, le tinte piatte, la semplificazione. Ma mai l'esoterismo.
L'autunno del 1899, a Banyuls-sur-Mer, a casa di Maillol, gli offrì il piacere di dipingere soggetti allegri. Disse infatti:
«Vivo tutto a colori, ma non ancora al sole».
Di ritorno dall'Ungheria dipinse degli interni dai colori vivi, rutilanti, facendo sparire i contorni: i colori puri, senza mescolanze, sembravano applicati a macchie. Rónai mise a punto una tecnica, che chiamò "a chicco di mais", il cui effetto decorativo è evidente, con tutte forme contornate e quindi riempite da tinte vive, corpose, autonome, che sembravano tessere una specie di tela. Tutto era ormai diverso dalle teorie Nabi, a parte il gusto della ricerca di forme nuove, e conferiva alle sue opere una nuova modernità.

## Galleria d'immagini

### Paesaggi

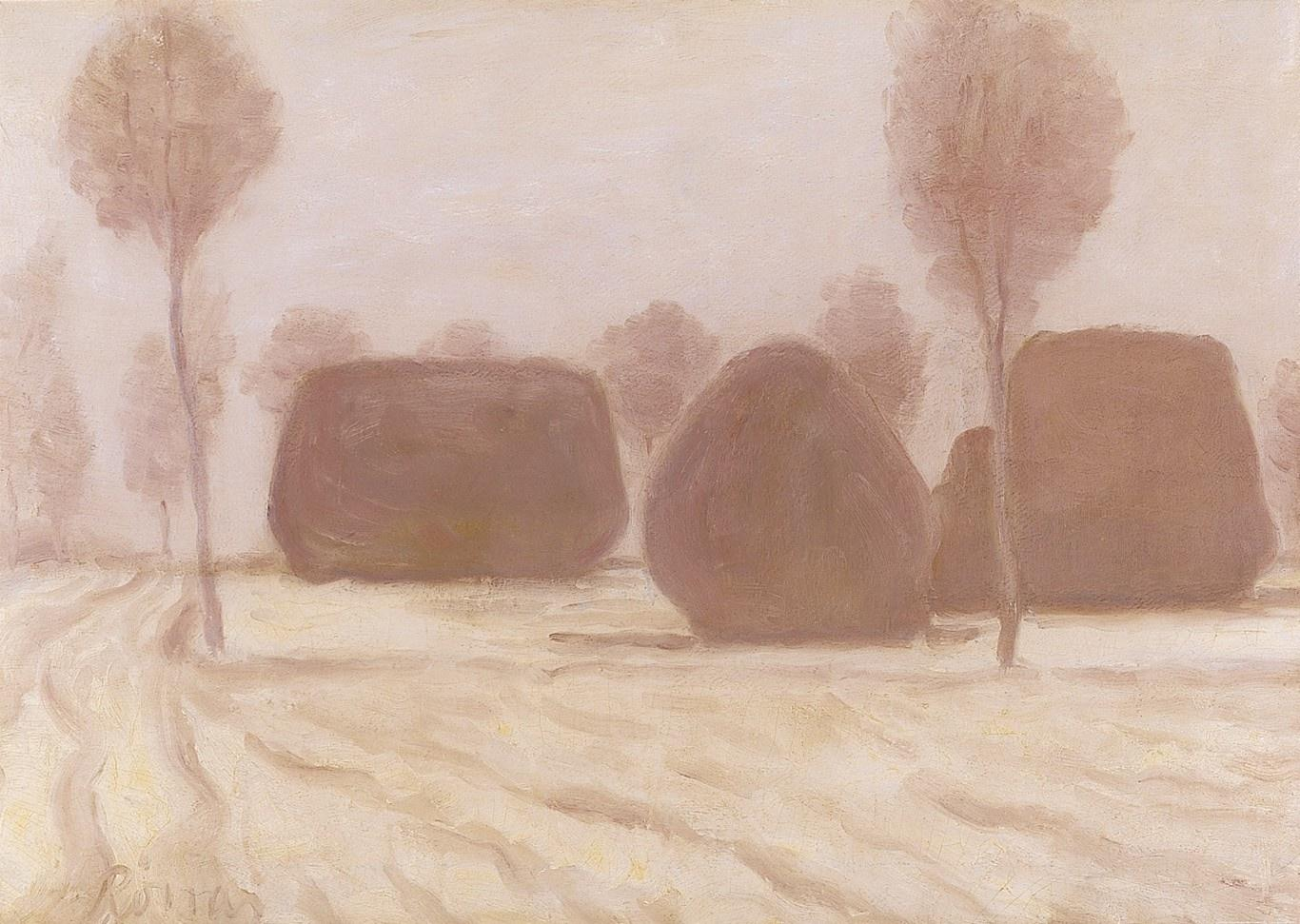
Covoni di fieno in inverno
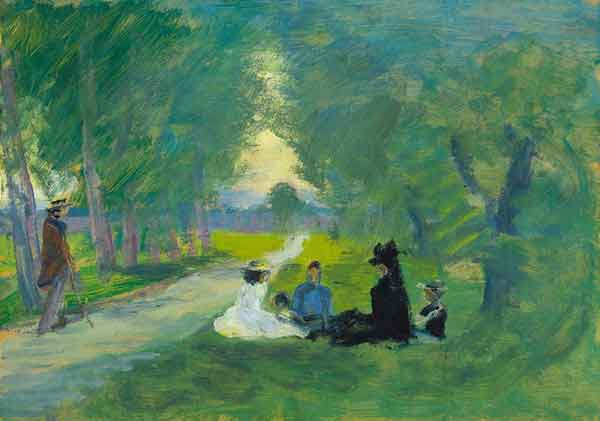
La famiglia riposa sul sentiero
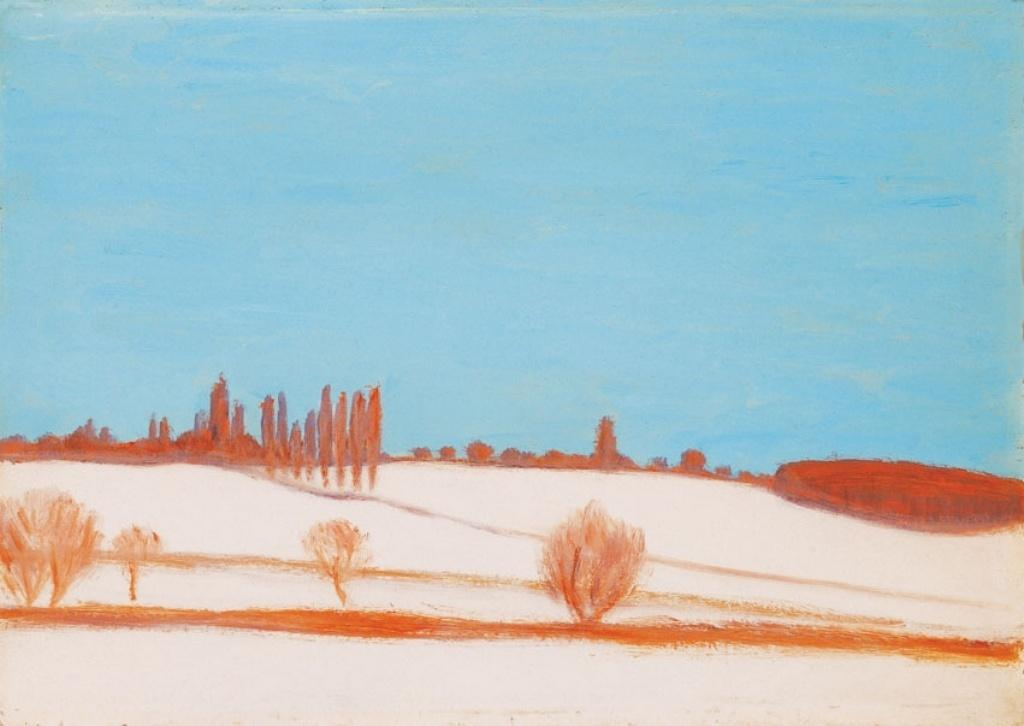
Inverno a Somogy
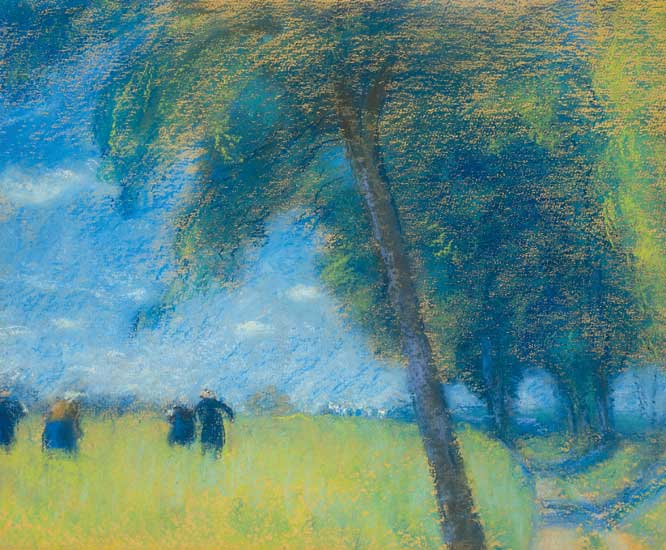
Il taglio del fieno
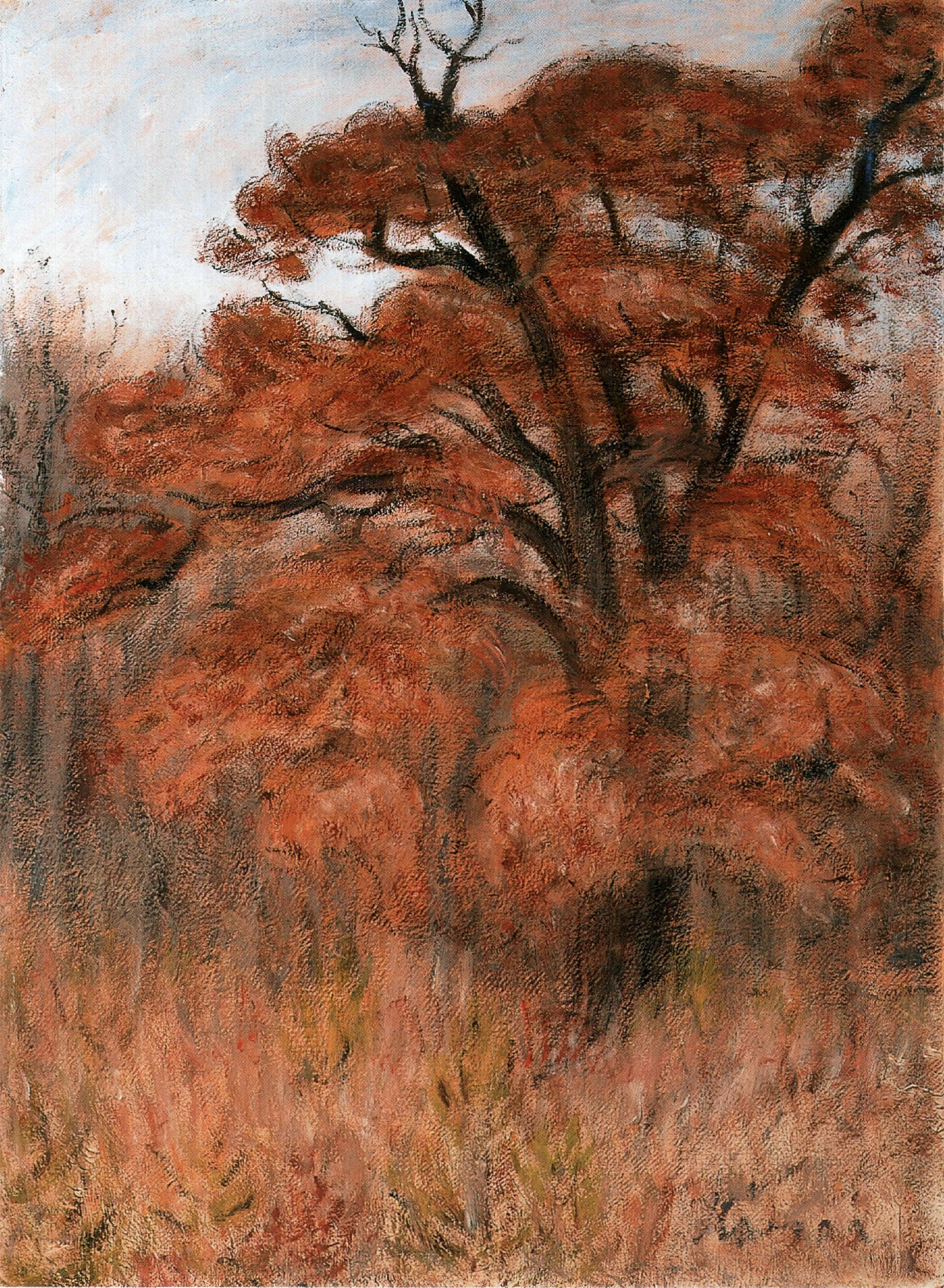
Castagno in autunno

### Ritratti femminili

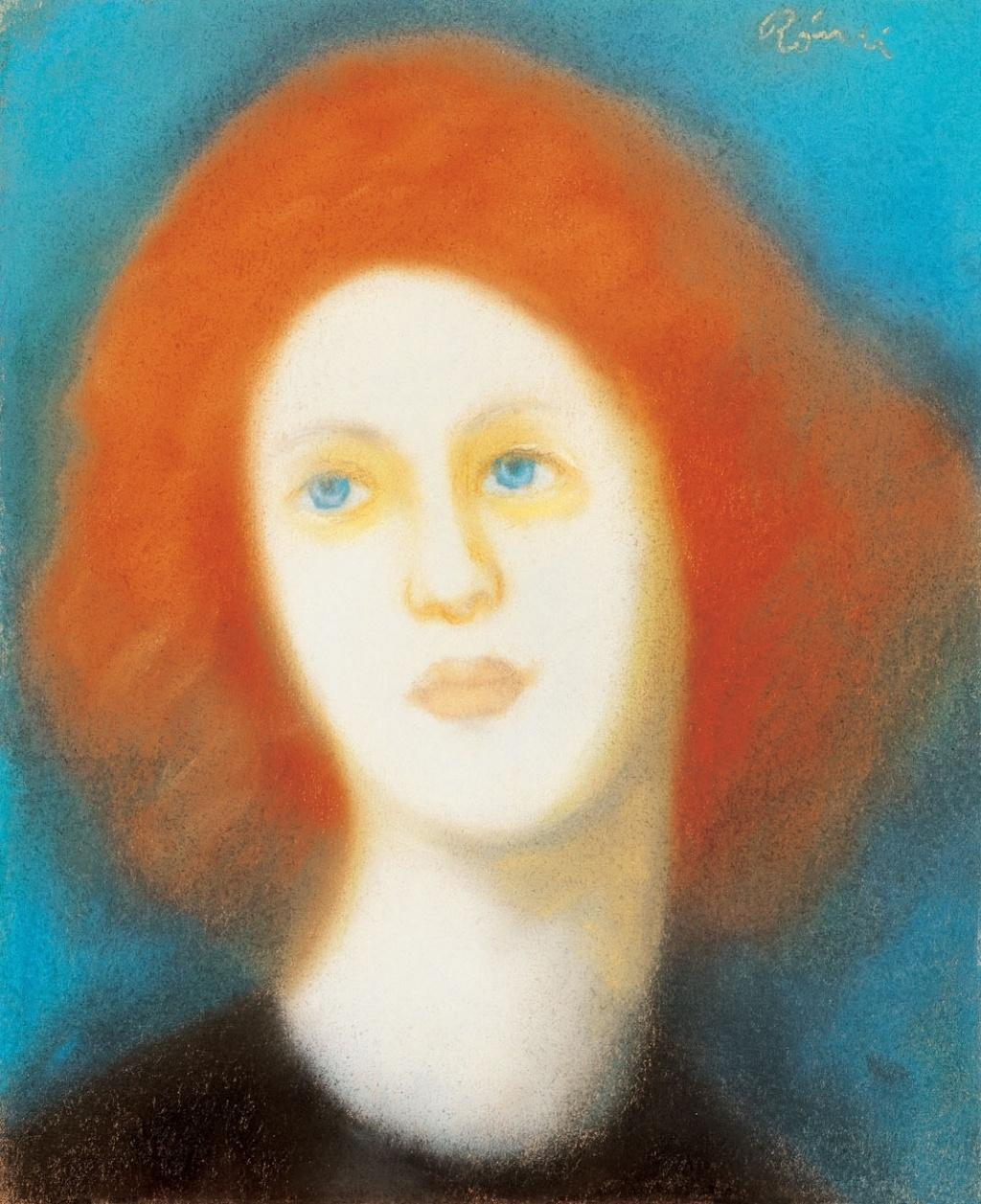
Parigina dai capelli rossi
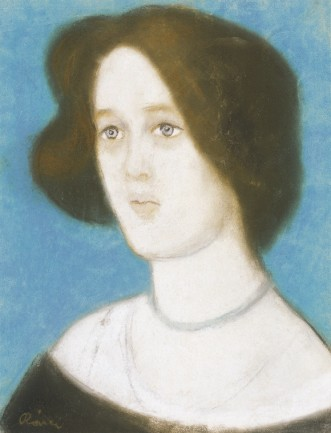
Ragazza su sfondo blu
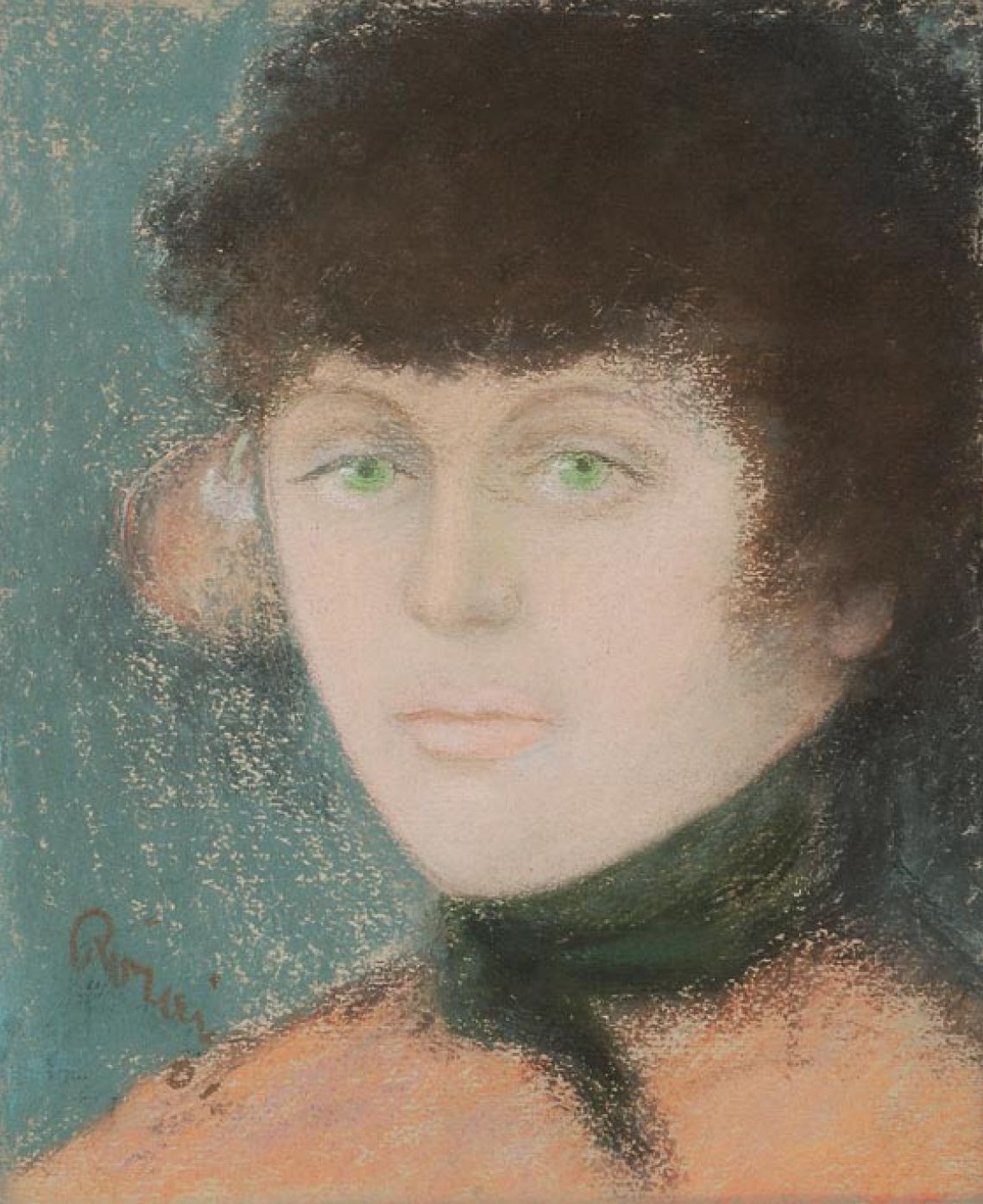
Donna dagli occhi verdi
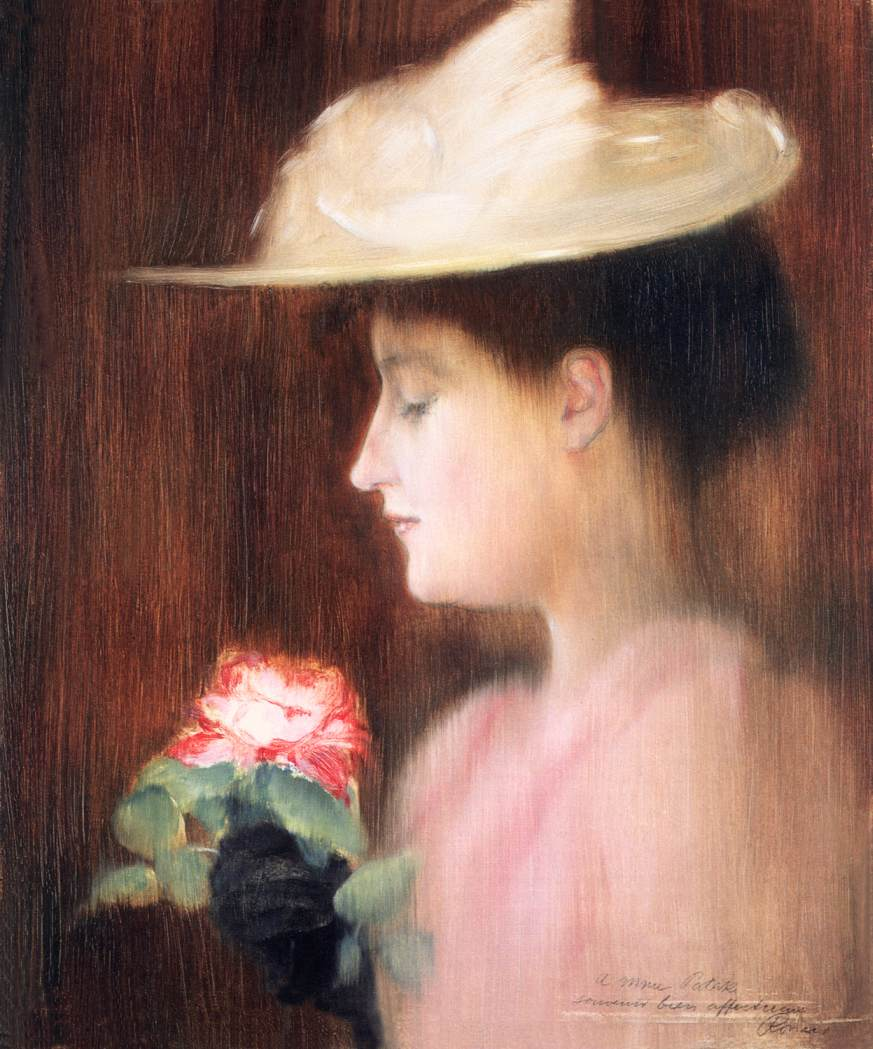
Mrs. Pataki
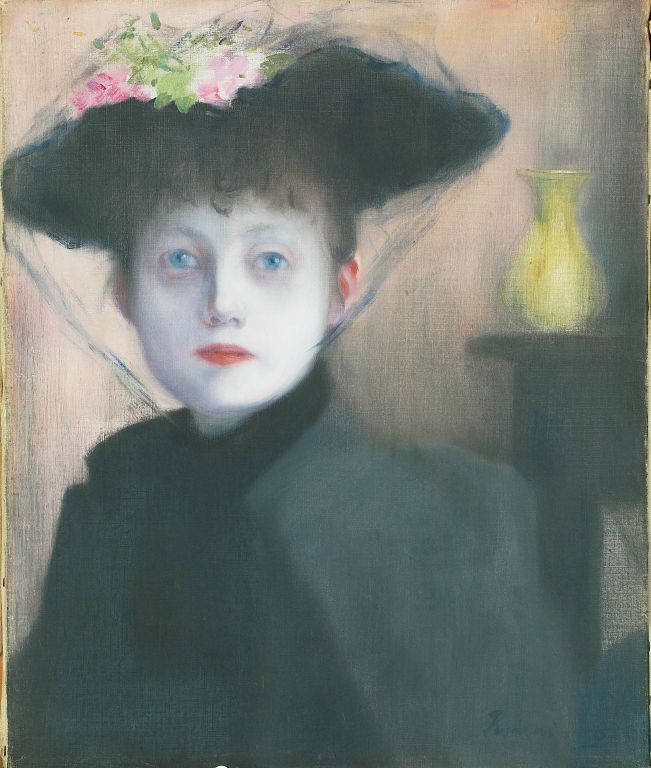
La parigina

### Nudi in interni

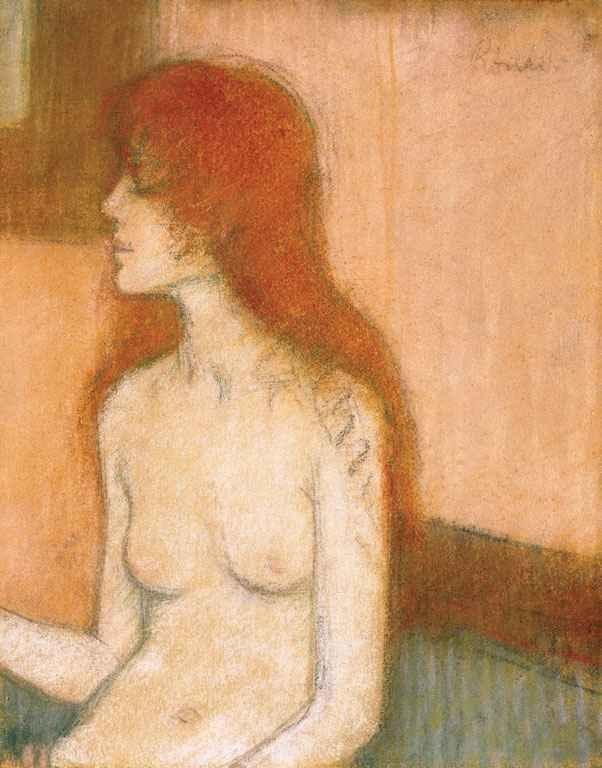
Nudo seduto
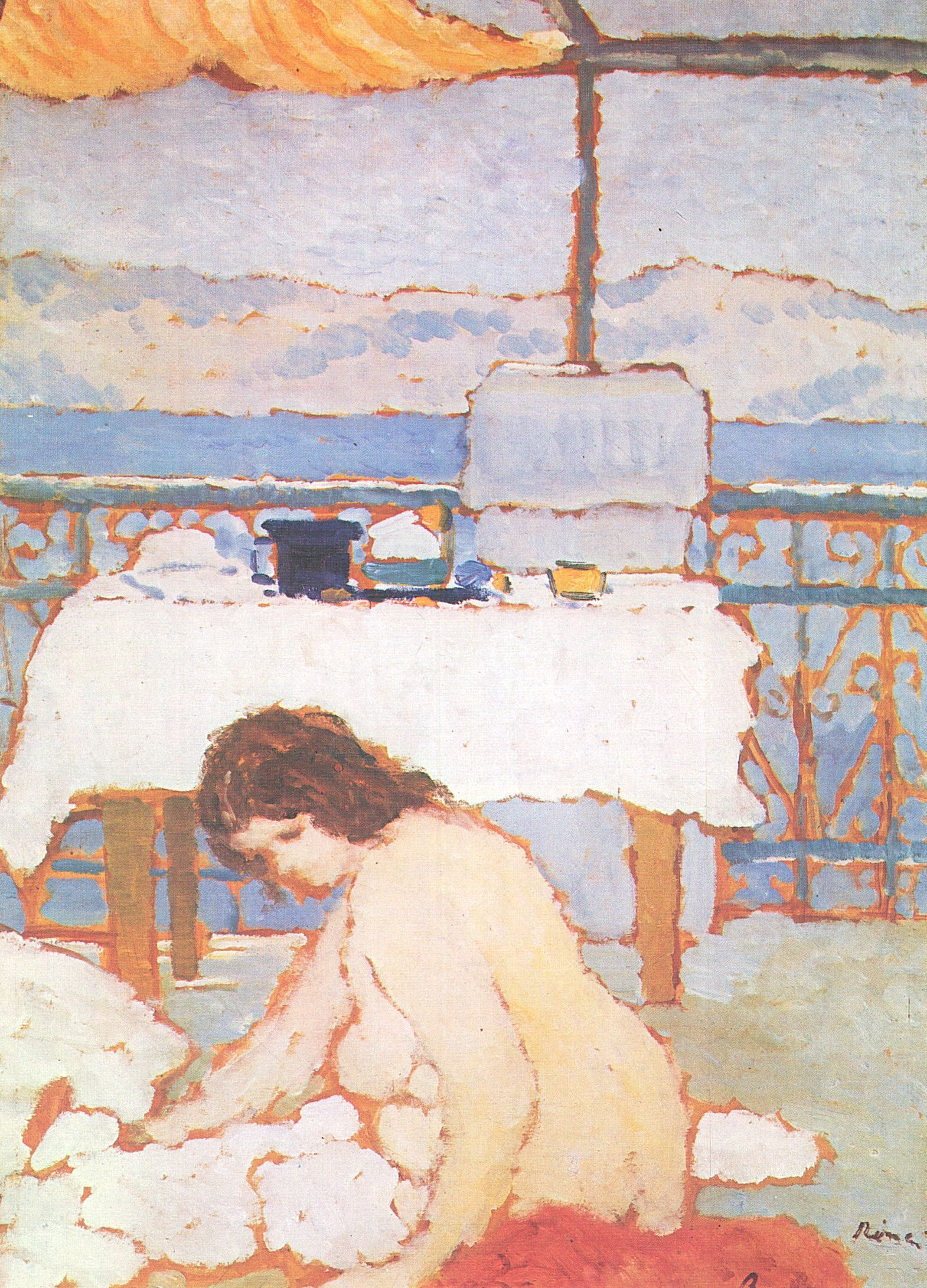
Nudo sul balcone
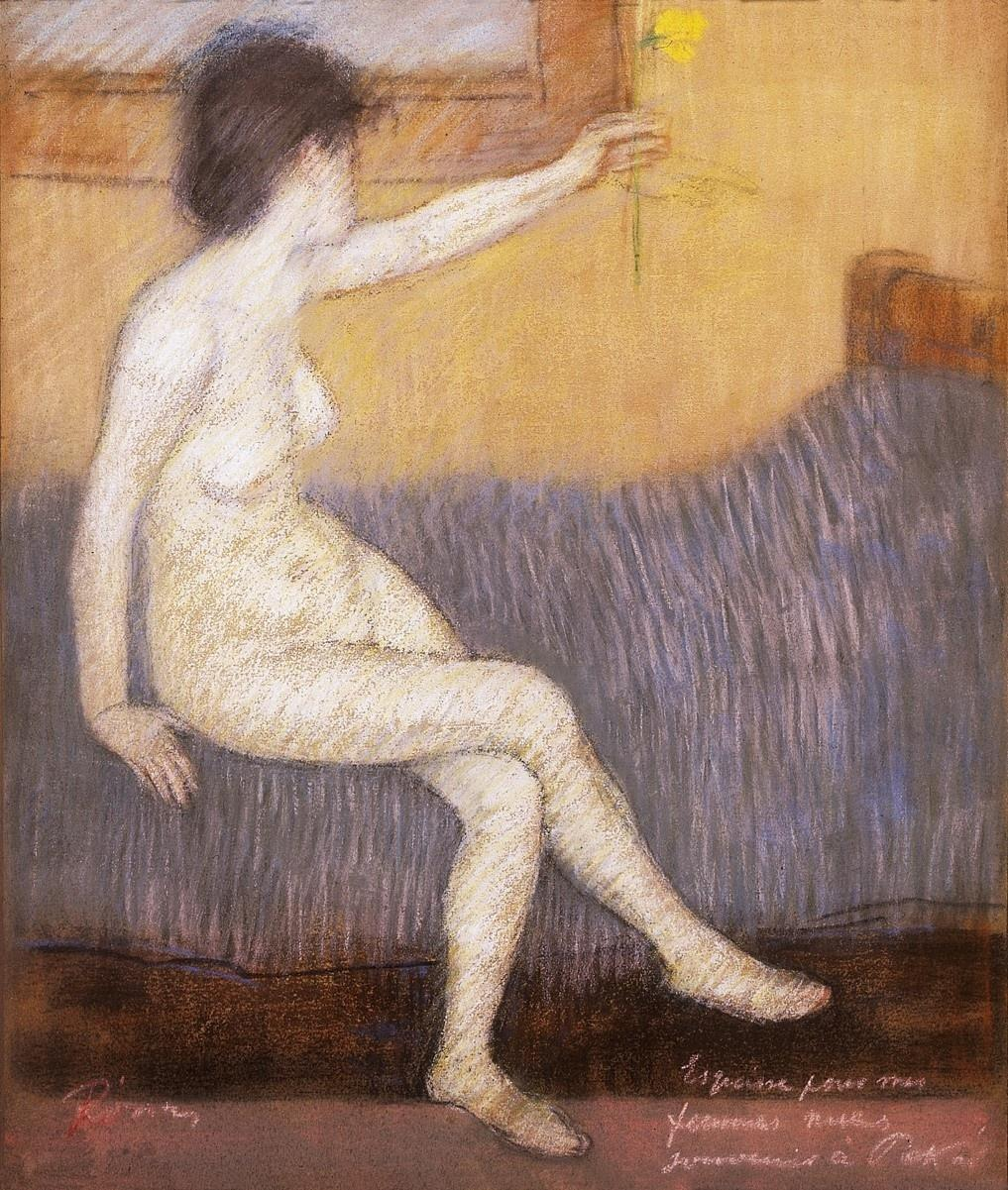
Nudo col narciso giallo
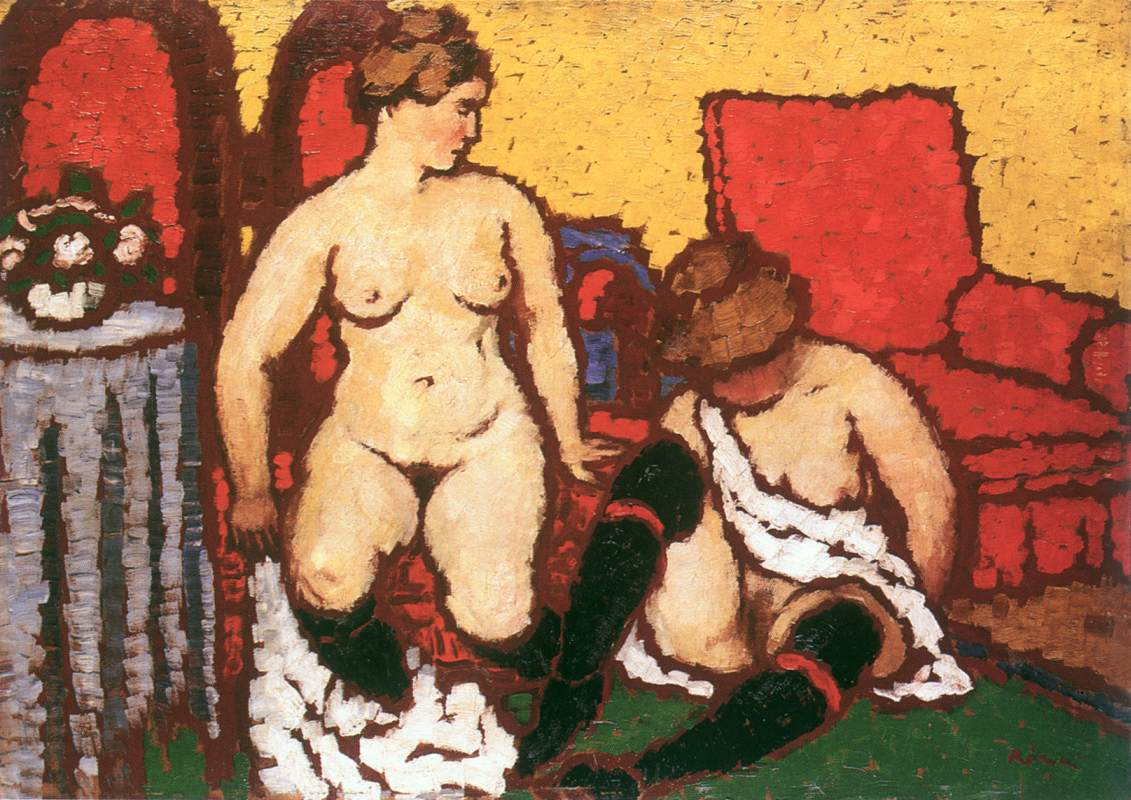
Ragazze che si vestono
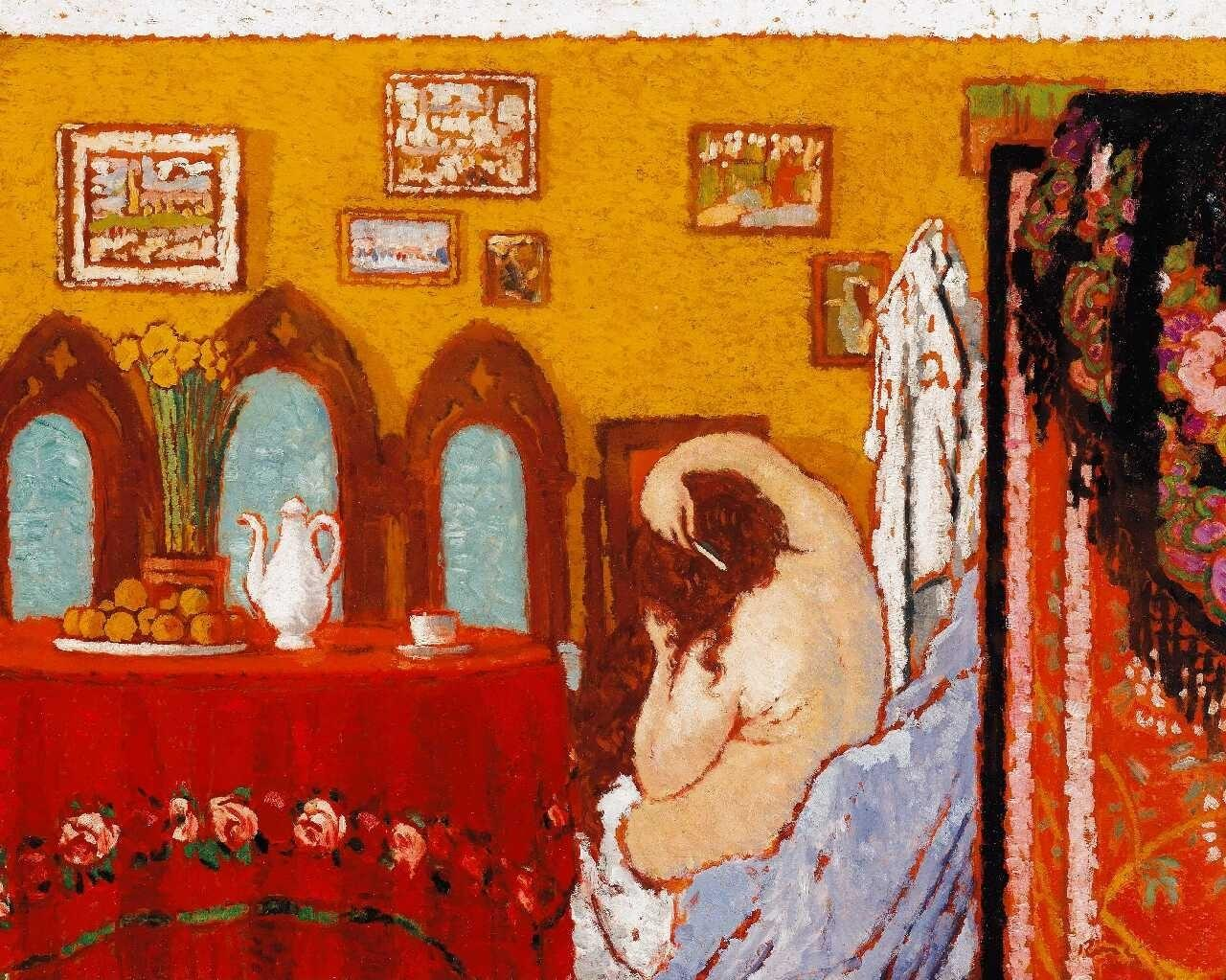
Donna che si pettina